# الهادي الخياشي
الهادي الخياشي ولد عام 1882 بتونس العاصمة وتوفي بالمرسى عام 1948، رسام تونسي. هو أول من امتهن الرسم من بين التونسيين المسلمين، وكان المصور الرسمي للعرش الحسيني.

## ترجمته
ينحدر من عائلة شريفة كانت قد استقرت بالبلاد الطرابلسية ثم استقرت أخيرا بتونس في عهد حسين بن علي.استقرت العائلة في المنستير  ومن القرن 18 إلى أوائل القرن التاسع عشر وفرت قياد. انتقلت إلى العاصمة تونس خلال القرن التاسع عشر. انتقلت إلى العاصمة تونس خلال القرن التاسع عشر. أما الهادي الخياشي فقد تردد على الأكاديميات الحرة بمونبرناس وتلقى تكوينا فنيا بروما حيث تعلم على فن تصوير الأشخاص، كما تردد على المتاحف الأوربية. وفي عام 1908 أنجز صورا شخصية لأفراد العائلة المالكة ولأفراد من العائلات الكبرى. ولذلك فإن ما يغلب على أعماله هو الصور الشخصية، إلى جانب ما قام به من تصوير المشاهد الطبيعية أو مشاهد الحياة التقليدية والأزياء. وهو يعتبر من بين رواد الرسم التونسي إلى جانب آخرين من بينهم: بيار بوشارل، يحيى التركي، موزس ليفي، جول للوش، علي بلاغة، عمار فرحات، حاتم المكي... وقد أقام حوالي العشرين معرضا في تونس وأوروبا.

## تكريمه
ظهرت رسوم الخياشي في طوابع بريدية تونسية أعوام 1983 و1997 و2000

## وصلات خارجية
تكريما له صدرت طوابع بريدية تتضمن لوحات له، وهي على التوالي:
لوحة صادرة عام 1983
لوحة «القهوة العالية-سيدي بوسعيد» صادرة عام 1997
لوحة «طبيعة صامتة» صادرة عام 2000